# Marcus Coelius Honoratus
Marcus Coelius Honoratus (vollständige Namensform Marcus Coelius Marci filius Sergia Honoratus) war ein im 1. Jahrhundert n. Chr. lebender Angehöriger des römischen Ritterstandes (Eques).
Durch ein Militärdiplom, das auf den 30. Juli 71 datiert ist, ist belegt, dass Honoratus 71 Kommandeur der Ala I Brittonum war. Die Einheit war zu diesem Zeitpunkt möglicherweise in der Provinz Pannonia stationiert. Honoratus war in der Tribus Sergia eingeschrieben und stammte vermutlich aus Italica in der Provinz Baetica. Möglicherweise ist er mit Quintus Caelius Honoratus, einem Suffektkonsul von 105 oder mit Publius Coelius Balbinus Vibullius Pius, einem ordentlichen Konsul von 137 verwandt.